# یواس‌اس ال‌اس‌تی-۴۹۴
یواس‌اس ال‌اس‌تی-۴۹۴ (به انگلیسی: USS LST-494) یک کشتی بود که طول آن ۳۲۸ فوت (۱۰۰ متر) بود. این کشتی در سال ۱۹۴۳ ساخته شد.